# Nordpark (Velbert)

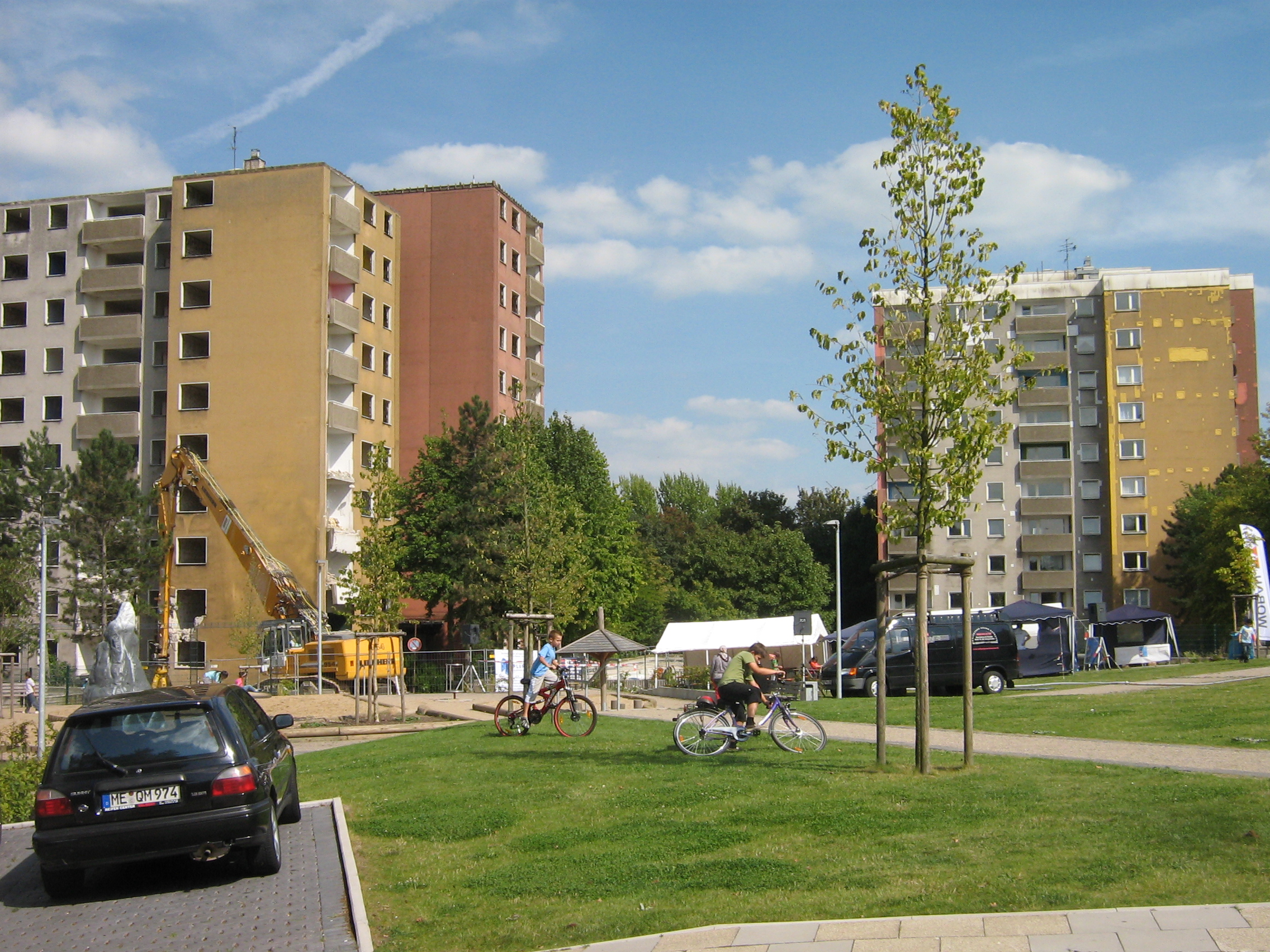
Velbert, Am Nordpark: Die Hochhäuser 4 (rechts) und 6 sind zu sehen. Auf dem Gelände von Haus Nr. 8, das 2007 abgerissen wurde, ist ein Spielplatz gebaut worden.

Der Nordpark ist ein Stadtteil im Norden der Stadt Velbert am Rand eines Waldgeländes. Der Ortsteil Nordpark/Schwanefeld hatte am 1. Januar 2019 3.255 Einwohner.

## Geografie
Der Nordpark liegt im Norden der Stadt Velbert. In der Mitte des Stadtteils gibt es ein kleines Zentrum mit Supermarkt, Imbissbude und weiteren Geschäften. Östlich vom Stadtteil schließt sich das Industriegebiet Röbbeck an, westlich befindet sich der Stadtteil Langenhorst. Im Süden befindet sich die Velberter Innenstadt und nördlich schließt sich der Velberter Stadtteil Hefel an, der an der Grenze zu Dilldorf, einem Teil von Essen-Kupferdreh, liegt. Am Rand des Nordparks liegt der Alte Jüdische Friedhof Velbert-Mitte.

## Bevölkerung
Am 1. Januar 2019 waren von den 3.255 Einwohnern 24,9 % evangelisch, 28,1 % röm. katholisch und 47,1 % anderer bzw. ohne Konfession. Der Ausländeranteil betrug 19,1 % (Stadtdurchschnitt 15,2 %). Der Anteil der über 65-Jährigen lag bei 16,6 % (Stadtdurchschnitt 21,1 %).

## Geschichte
Der nach Nordosten abfallende Hügel war bis in die Neuzeit unbesiedelt und trug den Namen Friedbusch. Zwischen den im 18. Jhd. gegründeten Kotten Wildenburg, Auf`m Schwanefeld, Höfgessiepen und Kattensiepen war bis zum 20. Jahrhundert Ackerland.
Der Name des Stadtteils Nordpark geht auf ein angrenzendes Waldgebiet im Hespertal zurück, das als Arbeitsbeschaffungsmaßnahme um 1930 vom Velberter Verschönerungsverein und dem Nordstädtischen Bürgerverein als Naherholungsgebiet angelegt wurde.
Der Stadtteil Nordpark war ursprünglich durch niedriggeschossige Wohnhäuser gekennzeichnet. Im Jahr 1974 wurden im Nordpark vier Hochhäuser mit je 63 Wohnungen auf zehn Etagen gebaut, um den Beschäftigten der nahegelegenen Gießerei August Engels Wohnraum anzubieten. Nach der Schließung dieser Gießerei in den 1980er Jahren begann der Niedergang der Siedlung. Durch einen vermehrten Wegzug zahlreicher Familien wurden die Häuser schlecht ausgelastet. Nach einem überproportionalen Zuzug von ausländischen Mitbürgern und Mietern mit niedrigem Einkommensniveau erlangte der Nordpark, der oftmals auf die vier Hochhäuser reduziert wurde, in den 1990er Jahren den Ruf eines sozialen Brennpunkts. Ende 2006 wurde ein städtebauliches Entwicklungskonzept präsentiert, dass vorsah, die Hochhäuser nach und nach abzureißen, um die entstehende Freifläche anders zu nutzen. Im November 2007 begann der Abriss des ersten der vier Hochhäuser, das letzte wurde Ende 2012 abgetragen. Seitdem entstanden zahlreiche Neubauten mit kleineren Wohneinheiten.

## Belege
1. ↑  Bevölkerungsstatistik Stadt Velbert 2019
2. ↑  Velberter Verschönerungsverein in Vergangenheit, Gegenwart und Zukunft auf: velberter-platt.de
3. ↑  Beschreibung des Programms "Stadtumbau West" der Stadt Velbert (Seite nicht mehr abrufbar, festgestellt im Mai 2019. Suche in Webarchiven)  Info: Der Link wurde automatisch als defekt markiert. Bitte prüfe den Link gemäß Anleitung und entferne dann diesen Hinweis. (PDF; 333 kB)
4. ↑  Stadtteilmanagement Velbert-Nordstadt (Memento des Originals vom 19. Dezember 2013 im Internet Archive)  Info: Der Archivlink wurde automatisch eingesetzt und noch nicht geprüft. Bitte prüfe Original- und Archivlink gemäß Anleitung und entferne dann diesen Hinweis.

Koordinaten: 51° 21′ 0,2″ N, 7° 3′ 0,9″ O